# Mighty Garvey!
Mighty Garvey! je studiové album anglické hudební skupiny Manfred Mann, vydané v roce 1968.

## Seznam skladeb

### Strana 1
1. "Happy Families" – 2:18
2. "No Better, No Worse" – 3:02
3. "Every Day Another Hair Turns Grey" – 2:54
4. "Country Dancing" – 2:53
5. "It's So Easy Falling" – 3:20
6. "Happy Families" – 2:09
7. "Mighty Quinn" – 2:52

### Strana 2
1. "Big Betty" – 3:06
2. "The Vicar's Daughter" – 2:18
3. "Each and Every Day" – 2:47
4. "Cubist Town" – 3:21
5. "Ha! Ha! Said the Clown" – 2:27
6. "Harry the One-Man Band" – 3:11
7. "Happy Families" – 2:16

## Sestava
- Mike Hugg – bicí, perkuse
- Manfred Mann – klávesy
- Mike d'Abo – zpěv
- Klaus Voormann – baskytara
- Tom McGuinness – kytara

&
- Derek Wadsworth – pozoun